# Zakłady Przemysłu Cukierniczego „Otmuchów”
Zakłady Przemysłu Cukierniczego „Otmuchów” – polski producent słodyczy.
W skład Grupy Otmuchów wchodzą dwie spółki:
- Przedsiębiorstwo Wyrobów Cukierniczych ODRA SA oraz
- Zakłady Przemysłu Cukierniczego Otmuchów SA, które są dominującym podmiotem w ramach Grupy[2].

Od roku 2010 ZPC Otmuchów jest spółką publiczną notowaną na warszawskiej Giełdzie Papierów Wartościowych.
Od czerwca 2020 r. większościowym udziałowcem Grupy Otmuchów jest koncern Kervan Gida.

## Zakłady produkcyjne
Grupa Otmuchów posiada cztery zakłady produkcyjne w:
- Brzegu (produkcja: chałwy, cukierków w czekoladzie)
- Nysie (produkcja: batonów, słonych przekąsek)
- Otmuchowie (2 zakłady produkcyjne, produkcja: mleczka, galaretek, żelków)[5]

## Marki producenckie
Grupa posiada marki producenckie: Odra i Freeyu. Pierwsza to marka z ponad 75-letnią tradycją. Pod marką ODRA produkowane są: chałwy, Opolanki Galaretki, Duetki i Mleczka’cukierki w czekoladzie. Freeyu jest marką związaną nowszymi trendami konsumenckimi – batony musli, batony 100 kcal, funkcjonalne batony proteinowe oraz słone przekąski.
W ofercie Grupy Otmuchów znajdują się również rozwiązania produktowe w obszarze private label oraz B2B. Wyroby trafiają do sieci handlowych. Grupa jest także partnerem w rozwoju produktów dla koncernów o zasięgu międzynarodowym, w tym koncernów farmaceutycznych.

## Kategorie produktowe
Kategorie produktowe: Żelki, cukierki czekoladowe, batony, chałwy, słone przekąski.

## Zaangażowanie społeczne
Sponsorowanie lokalnej drużyny siatkarskiej Stal Nysa oraz Nyskiemu Stowarzyszeniu Siatkówki Kobiet. Od 2019 r. Grupa Otmuchów wspiera również Fundację Marcina Gortata „Mierz Wysoko”.
Grupa czynnie wspiera banki żywności, a także lokalne instytucje takie jak szkoły czy przedszkola. Angażuje się również w lokalne przedsięwzięcia, których celem jest rozwój pasji, kreatywności czy promocja aktywności fizycznej.